# 科特迪瓦无产阶级共产党
科特迪瓦无产阶级共产党（法語：Parti Communiste Proletarien de Côte d'Ivoire，缩写为PCPCI）是科特迪瓦的一个秘密的共产主义政党。科特迪瓦无产阶级共产党反对法国在科特迪瓦的军事存在。该党是革命政党和组织国际协调的成员。